# آسيا الوسطى واليابان
آسيا الوسطى واليابان، (Central Asia plus Japan) هو مبادرة سياسية بين اليابان ودول آسيا الوسطى من كازاخستان وقرغيزستان وطاجيكستان وأوزبكستان ، بهدف خلق "إطار جديد للتعاون، وبالتالي رفع العلاقات بين اليابان وآسيا الوسطى إلى جديد المستوى  ويهدف الحوار، وفقا لوزارة الخارجية اليابانية، ليكون بمثابة منتدى لتعزيز التعاون بين الأقاليم. وتشارك تركمانستان، التي تحافظ على سياستها الحيادية، كمراقب فقط.

## الأعضاء المشاركون
- اليابان
- كازاخستان
- قرغيزستان
- طاجيكستان
- أوزبكستان
- تركمانستان  (مراقب)

## وصلات خارجية
- الصفحة الرئيسية للأمم المتحدة باللغة العربية
- أنظمة ومنظمات الأمم المتحدة
- عن الأمم المتحدة
- قضايا عالمية على أجندة الامم المتحدة